# 李氏旧居
李氏旧居是原英商仁记洋行天津分行买办李吉甫之子李淮生、李警予兄弟在天津的故居。位于当时的天津英租界的威灵顿道（今河北路239号），该建筑目前是重点保护等级历史风貌建筑。

## 历史
李氏旧居建于1937年，由当时著名建筑师齐玉舒设计。该建筑建成后，李氏兄弟因惧怕当时的日本在津政权而未敢居住，便将该楼租给一家贸易行，同时挂出“燕京同学会”的牌子。中华人民共和国成立后，李氏兄弟将其变卖。

## 建筑风格
李氏旧居东临南海路，南抵重庆道，西沿河北路，北临洛阳道，为二层砖混结构西式楼房，局部为三层。该旧居的建筑面积为2496平方米。建筑首层的入口由石柱支撑并形成门廊，右侧上方筑有长方形的太平台，上面设有金属护拦。整体建筑外檐二层开一列平窗，屋檐下转角处设有跨甬阳台，阳台上方筑有半圆雨厦。建筑外檐为墙水泥饰面，顶部为多坡屋顶带屋顶间，顶部开有多处天窗。该建筑是原天津英租界内一处高级花园别墅。